# ビフロスト大学

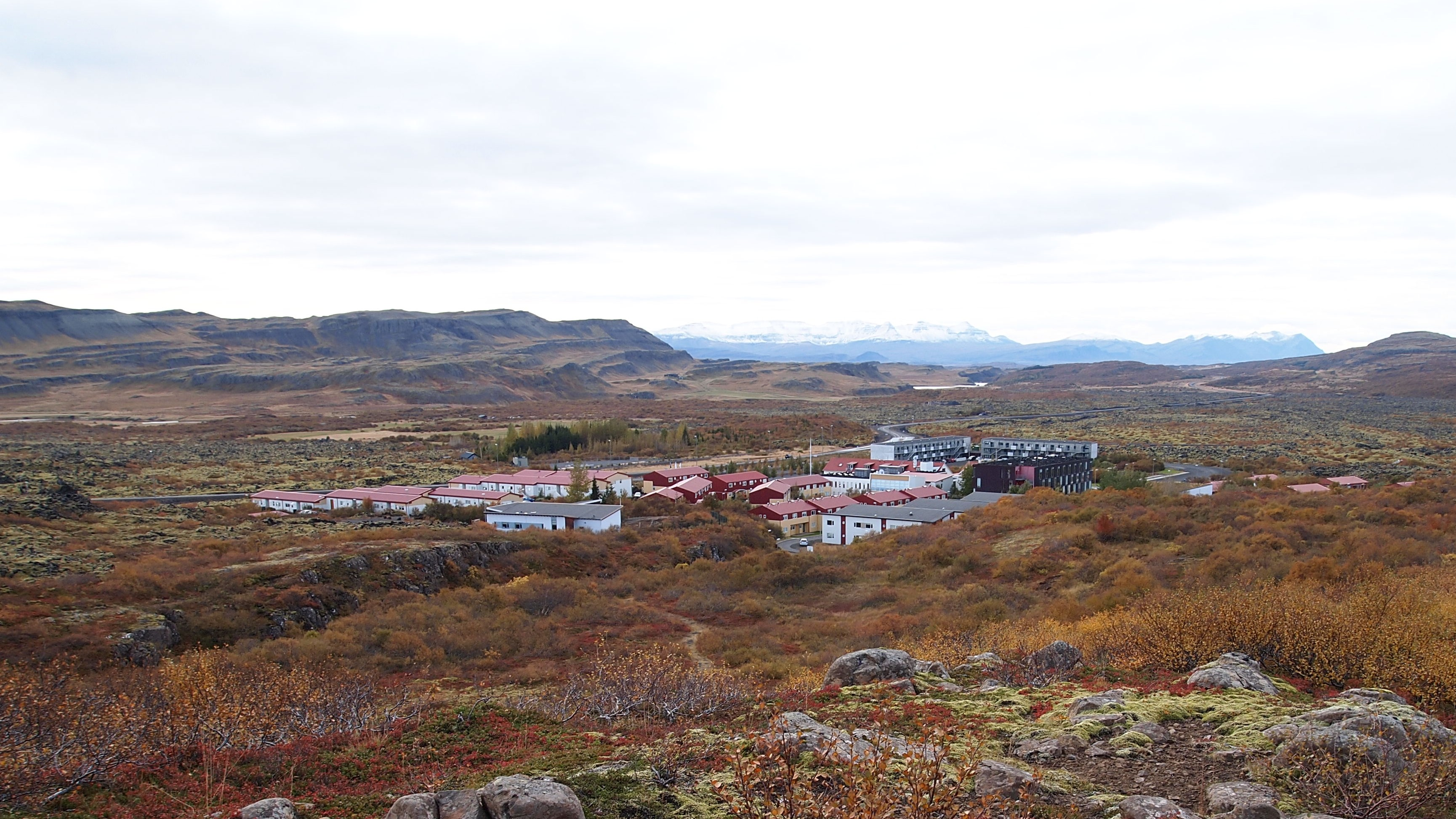
ビフロスト大学

ビフロスト大学（ビフロストだいがく）はアイスランドのボルガルネス（ Borgarnes）という町の約30km北の、 Norðurárdalurという盆地に位置する。当初は、ビジネススクールとして開校されたが、現在では、法学や社会科学も開講している。2007年、学士課程・修士課程合わせて、約560名の寄宿生と700名の通学生が在学している。ビフロストという町も、当大学とともに発展している。

## 歴史
ビフロスト大学は、1918年に２校目の協同大学(Samvinnuskólinn)としてレイキャビークに創設された。当初は、アイスランド協同組合（Samband íslenskra samvinnufélaga）によって運営され、協同組合の小売店やその他の活動の職員を養成すること目的としていた。創設者であり、最初の校長は長年、進歩党の議員を務めた経歴を持つ、Jónas Jónssonである。彼は、デンマークのAskov国民高等学校、オックスフォードのラスキン大学（ Ruskin College）で学び、教育に対して革新的な考えを持った。1955年、現在位置する場所へ移転した。近くには Lake Hreðavatnという湖、Glanniという滝、Grábrókや、Grábrókarfellという火山などがある。最初は、16歳から18歳の寄宿生に対象の2年間の小売経営を学ぶプログラムのみを開講していたが、1980,90年代の間に、徐々にビジネス学の学士課程の授業を開講する大学規模へと変化していった。
1998年、トンネルの開通により、レイキャビークからビフロストへの車での走行時間が減少した。また、アイスランド社会で、高度な教育への需要が高まり、大学の料金に関する新しい法律が認可された。ビフロスト大学はこの発展を活用し、プログラムの幅を広げ、大幅に学生数を伸ばした。それに伴い、国の援助に加え、学生からの授業料の徴収を開始した。
2006年、名前を Bifröst School of Businessから、 Bifröst Universityへと変更した。

## 設備
屋外に、サッカー場やバスケットコートがある。また、ジムがあり、風呂、サウナ、サンルームも備えている。加えて、ジムの隣には、ビリヤード、卓球などのできるプレイルームがある。キャンパス敷地内に、食料品などを購入することが可能な、Samkaup Straxという店がある。

## 歴代の校長
- Jónas Jónsson from Hrifla 1918 - 1955
- Guðmundur Sveinsson 1955 - 1974
- Haukur Ingibergsson 1974 - 1981
- Jón Sigurðsson 1981 - 1991
- Vésteinn Benediktsson 1991 - 1995
- Jónas Guðmundsson 1995 - 1999
- Runólfur Ágústsson 1999 - 2006
- Bryndís Hlöðversdóttir 2006 - 2007
- Ágúst Einarsson 2007 - 2010
- Magnús Árni Magnússon 2010 - 2011
- Bryndís Hlöðversdóttir 2011 - 2013
- Vilhjálmur Egilsson 2013 -